# مكنهايم
مكنهايم (راينلند) (بالألمانية: Meckenheim) هي بلدة ألمانية تقع في ألمانيا في Rhein-Sieg-Kreis.  يقدر عدد سكانها بـ 24,902 نسمة .

## المدن التوأمة
مدينة Bernau bei Berlin هي مدينة توأمة لـمكنهايم (راينلند).

## أعلام
- يورغن براندت
- كارل كارستنز
- نوربرت روتغين